# Qazaqstan Respwblïkası Qarwlı Küşteri
Le Forze armate della Repubblica del Kazakistan (in kazako: Қазақстанның Қарулы күштері/Qazaqstannıñ Qarwlı küşteri) sono le forze armate unificate del Kazakistan. Si compongono di forze terrestri, forze aeree e di difesa aerea, forze navali e Guardia repubblicana. Gli obiettivi nazionali della politica di difesa, che si basano sulla Costituzione del Kazakistan, sono garantire la conservazione dell'indipendenza e della sovranità dello Stato e l'integrità della sua superficie, delle acque territoriali e dello spazio aereo e il suo ordine costituzionale. Le Forze armate sottostanno all'autorità del Ministero della difesa del Kazakistan.

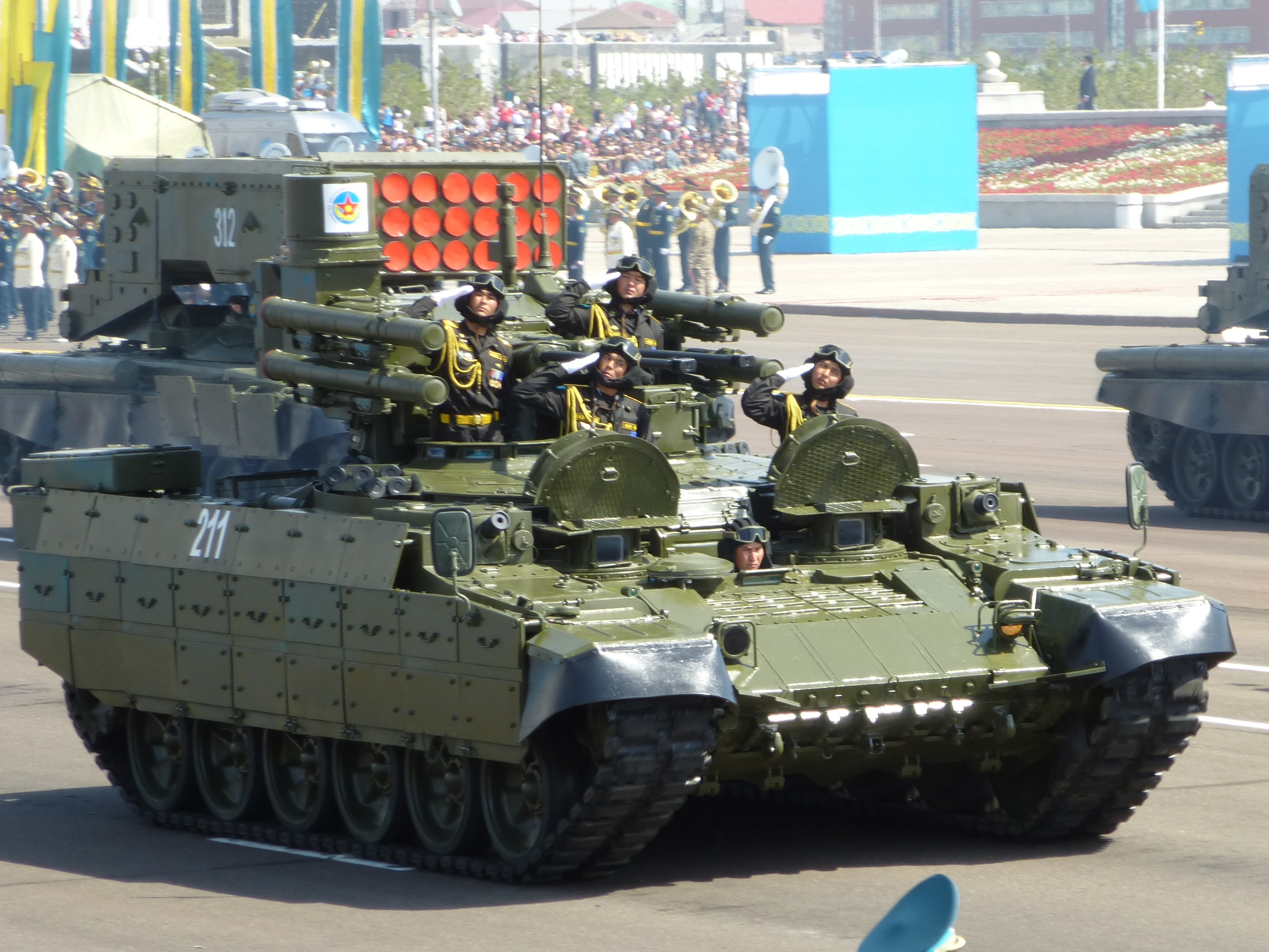
Un semovente BMPT Terminator dell'esercito kazako sfila in parata a Nur-Sultan